# Museu d'Art Contemporani de Caracas

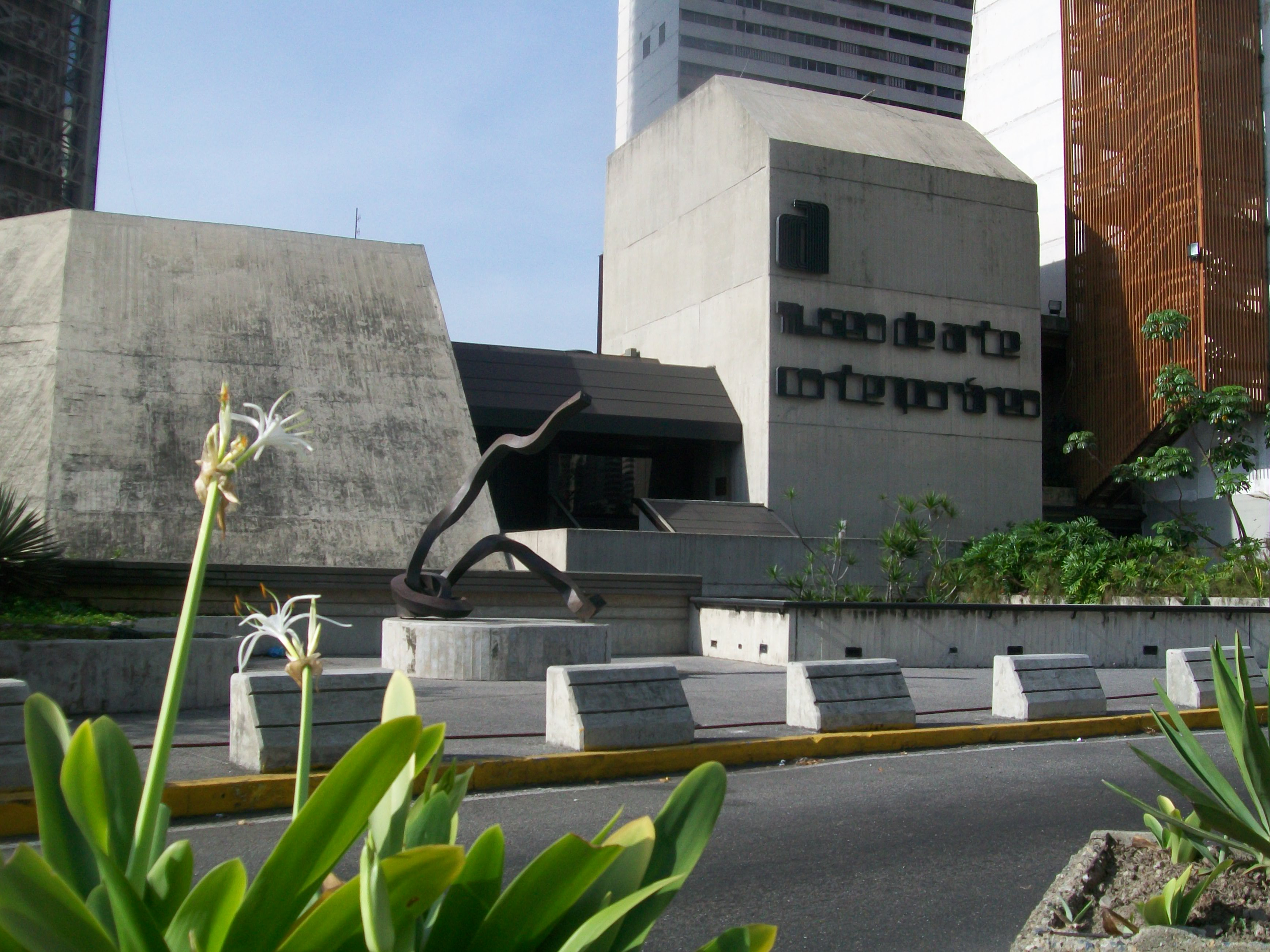
Façana principal del Museu d'Art Contemporani de Caracas

El Museu d'Art Contemporani de Caracas (MACC), (Abans Museu d'Art Contemporani de Caracas Sofia Imber) és un museu dedicat a obres d'artistes nascuts després de la Segona Guerra Mundial. Està ubicat a Caracas, Veneçuela.
Va ser creat el 20 de febrer de 1973 per Sofía Ímber i obert al públic un any més tard, el 20 de febrer de 1974 en una edificació de 5 nivells al Complex Parc Central en el centre de Caracas. La seu, compta amb 21.000 metres quadrats distribuïts en 13 sales on s'exhibeixen unes 3.000 peces, un auditori, un taller d'art, una plaça, un jardí, una biblioteca, una botiga, un cafè i un laboratori de conservació. També es troben sota l'administració del Museu d'Art Contemporani de Caracas la Sala d'Art Cadafe, la Sala Ipostel i Trasnocho Cultural, les tres a diferents punts de la ciutat. A inicis de 2006 el govern nacional va anunciar que el nom Sofia Imber seria suprimit del nom oficial d'aquest museu.